# Давид Сепеда
Давид Сепеда (на испански: David Zepeda) е мексикански актьор и певец, роден в Ногалес, Сонора, Мексико на 19 септември 1974 г.

## Биография
Давид Сепеда е актьор, който е най-известен с ролите си в различни теленовели, както и някои филмови роли. Във филма Desnudos, той се появява гол в групова секс сцена, която е най-дръзката му роля.
Едни от значимите му роли в теленовелите, които го правят известен на малкия екран са: „Заложница на съдбата“, „Капризи на съдбата“, „Желязната дама“, „Силата на съдбата“ и „Бездната на страстта“.
През 2012 г., играе главната роля в „Бездната на страстта“, заедно с Анжелик Бойер.
През 2014 г. получава главната роля в теленовелата „До края на света“ с Марджори де Соуса, като заменя героят на Педро Фернандес.
През август 2019 г. напуска компания Телевиса и се присъединява към екипа на Телемундо. Няколко месеца по-късно, през 2020 г., се връща отново в мексиканската компания, вземайки участие в теленовелата „Лекари, линия на живота“ с героя си от „Да обичам без закон“ и двете продуцирани от Хосе Алберто Кастро.

## Филмография

### Теленовели
- Нишките на миналото (2025)
- Към морето (2025) – Фабиан Браво
- Мисля за теб (2023) – Хосе Анхел Сантяго
- Да преодолееш липсата (2022) – Херонимо
- Моето богатство е да те обичам (2021–2022) – Висенте Рамирес Перес
- Да преодолееш мъката (2020) – Алваро Фалкон
- Лекари, линия на живота (2020) – Рикардо Бустаманте
- Доня Сандовал 2 (2020) – Хосе Луис Наварете
- Да обичам без закон 2 (2019) – Рикардо Бустаманте
- Да обичам без закон (2018) – Рикардо Бустаманте
- Двойният живот на Естела Карийо (2017) – Раян Кабрера
- Трите лица на Ана (2016) – Рамиро Фуентес
- До края на света (2014) – Хосе Луис Рамирес „Чава“/Салвадор Крус (#2)
- Да лъжеш, за да живееш (2013) – Рикардо Санчес Бретон
- Бездната на страстта (2012) – Дамян Аранго
- Силата на съдбата (2011) – Иван Вилагомес
- Желязната дама (2010) – Алонсо Пенялверт
- Капризи на съдбата (2009) – Бруно Албенис
- Заложница на съдбата (2007) – Максимилиано Ирасабал
- Amores cruzados (2006) – Диего
- Los Sánchez (2004) – Омар
- Наследницата (2004) – Фабиан
- Como en el cine (2001) – Пако
- Мареа Брава (1999) – Маркос Белтран

### Сериали
- 2004: Eve – Месеро
- 2004: Спешно отделение
- 2004: Монк – Хосе Алварез
- 2003: 10 – 8
- 2003: Grounded for Life
- 2002: Boston Public – Роб
- 2002: Бъфи, убийцата на вампири – Карлос
- 2002: Щитът – Орландо
- 2002: Американско семейство

### Филми
- 2004: Desnudos – Хулио

## Театър
- Divorciémonos mi amor (2015) ... Алехандро[4]
- До края на света (2015)[5]
- Perfume de Gardenia (2010/2013) ... Рикардо Кордеро
- Una noche de pasión (2012) ... Анхел дел Корал[6]
- Капризи на съдбата (2010) ... Бруно Албенис
- Descalzos en el parque (2009)
- 4 equis (2008) ... Пабло[7]

## Дискография
- 1+1=1 (2016)[8]
- Me duele tu ausencia (2016)[9]
- Volverte a enamorar (2013)[10]
- Talismán (2012)